# Немецкий клуб (Москва)
Немецкий клуб — клуб, основанный в 1819 г. проживавшими в Москве иностранцами.

## Географическое расположение
За всю историю существования Немецкого клуба, он сменил несколько адресов. Первоначально клуб находился на Бутырках, но сразу после открытия переехал на ул. Мясницкую в дом князя М. М. Долгорукова. Потом он занимал дом возле церкви Троицы на Грязех на Покровке, позднее он работал на Ильинке, в доме Петра Калинина, затем в здании Российского благородного собрания.
C 1860 года до закрытия в 1918 году клуб находился в здании на углу Рождественки и Пушечной улицы, построенном в 1840 году на участке домов Торлецкого-Захарьина (современный адрес улица Рождественка, дом 6/9/20, строение 1). Это здание, под наименованием «Здание Союза коммунальников», в котором В. И. Ленин дважды выступал в 1920 г., является объектом культурного наследия регионального значения

## История
Немецкий клуб был наиболее значимой немецкой общественной организацией в Москве. Идея создания клуба принадлежит некому Мартину Шварцу, который просил разрешения у военного генерал-губернатора А. П. Тормасова открыть клуб для увеселений. В первое время с 1819 г. клуб имели право посещать только немцы, но в 1830 г. двери были открыты и русским. В 1833 г. в клубе было почти равное соотношение русских и немецких участников, всего — 231 человек. Членами клуба становились ремесленники, мелкая буржуазия и образованные жители Москвы. Поэтому дворянская Москва пренебрежительно звала клуб «Шустер-клубом» («сапожничьим клубом», по нарицательному названию, образовавшемуся от петербургского «Шустер-клуба». К 1839 г. в клубе состояли 450 постоянных членов, 250 посетителей и 500 кандидатов.
Как и в других клубах, в Немецком клубе устраивались обеды и ужины, карточные игры, балы и развлечения. Попасть в клуб можно было каждый день с утра до 12 часов ночи, а в дни, когда проводились балы, клуб был открыт до 2 часов ночи. В залах Благородного собрания проводились балы, на которых одновременно могло присутствовать до 10 тысяч приглашенных.
В 1870 г. был принят новый устав, по которому все члены клуба, и русские, и немецкие, стали обладать равными правами.
Различные театральные кружки развлекали членов клуба своими постановками, клуб занимался организацией семейных и танцевальных вечеров, балов, вербных и рождественских благотворительных базаров. С 1870-х гг. стали проводить встречи любителей литературы. 8 февраля 1891 г. в клубе успешно приняли спектакль Л. Н. Толстого «Плоды просвещения». В 1891 г. именно здесь попробовал себя в роли режиссёра К. С. Станиславский. В 1890-х гг. в Немецком клубе работал секретарем отец Роберта Штильмарка.
Во время Первой мировой войны Немецкий клуб стал называться Московским славянским клубом. В 1918 г. клуб прекратил своё существование.
Позднее в этом здании находился клуб Союза Коммунальников, затем Еврейская оперетта. С 1939 года — Центральный дом работников искусств (ЦДРИ)..